# Згургола
Згургола (итал. Sgurgola) — коммуна в Италии, располагается в регионе Лацио, подчиняется административному центру Фрозиноне.
Население составляет 2549 человек, плотность населения составляет 134 чел./км². Занимает площадь 19 км². Почтовый индекс — 03010. Телефонный код — 0775.
Покровителем коммуны почитается святой Леонард Ноблакский (San Leonardo). Праздник ежегодно празднуется 6 ноября.